# Schindleria
A Schindleria a csontos halak (Osteichthyes) főosztályának a sugarasúszójú halak (Actinopterygii) osztályához, ezen belül a sügéralakúak (Perciformes) rendjéhez és a Schindleriidae (Gobiidae) családjához tartozó egyetlen nem.

## Rendszerezés
A nembe az alábbi fajok tartoznak:
- Schindleria pietschmanni
- Schindleria praematura